# Tangeringspunkterna för in- och vidskrivna cirklar

Figur 1.
Triangeln (, och betecknar sidornas längd) med den inskrivna cirkeln (med medelpunkt i) och de tre vidskrivna cirklarna (med medelpunkter i, och, utanför figuren,) gröna. Cirklarnas tangeringspunkter mörkblå − beteckningarna anger till vilken cirkel (versal) och triangelsida (gement index) tangeringspunkten hör. I figuren är även triangelns Gergonnepunkt och Nagelpunkt inritade.

Tangeringspunkterna för de in- och vidskrivna cirklarna till en triangel uppvisar ett samband, sådant att deras respektive avstånd till triangelns olika hörn uppfyller nedanstående (beteckningar enligt figur 1):
{\displaystyle |{\overline {AI_{b}}}|=|{\overline {AI_{c}}}|=|{\overline {BC_{a}}}|=|{\overline {BC_{c}}}|=|{\overline {CB_{a}}}|=|{\overline {CB_{b}}}|=s-|{\overline {BC}}|=s-a},
{\displaystyle |{\overline {BI_{a}}}|=|{\overline {BI_{c}}}|=|{\overline {AC_{b}}}|=|{\overline {AC_{c}}}|=|{\overline {CA_{a}}}|=|{\overline {CA_{b}}}|=s-|{\overline {AC}}|=s-b\quad } och
{\displaystyle |{\overline {CI_{a}}}|=|{\overline {CI_{b}}}|=|{\overline {AB_{b}}}|=|{\overline {AB_{c}}}|=|{\overline {BA_{a}}}|=|{\overline {BA_{c}}}|=s-|{\overline {AB}}|=s-c\quad } samt därtill
{\displaystyle |{\overline {AA_{b}}}|=|{\overline {AA_{c}}}|=|{\overline {BB_{a}}}|=|{\overline {BB_{c}}}|=|{\overline {CC_{a}}}|=|{\overline {CC_{b}}}|=s}.
där {\displaystyle s={\frac {|{\overline {AB}}|+|{\overline {AC}}|+|{\overline {BC}}|}{2}}={\frac {a+b+c}{2}}} är triangelns semiperimeter, medan {\displaystyle a}, {\displaystyle b} och {\displaystyle c} är längden på de mot triangelhörnen {\displaystyle A}, {\displaystyle B} respektive {\displaystyle C} stående sidorna.
Kort uttryckt kan ovanstående likheter sammanfattas som:
- Avståndet från ett hörn till en till hörnet vidstående sidas tangeringspunkt med den inskrivna cirkeln är lika med semiperimetern minus den till hörnet motstående sidans längd.

För hörnet {\displaystyle A} således {\displaystyle |{\overline {AI_{b}}}|=|{\overline {AI_{c}}}|=s-a}
- Avståndet från ett hörn till dess vidstående sidors tangeringspunkter med den till hörnet motstående sidans vidskrivna cirkel är lika med semiperimetern.

För hörnet {\displaystyle A} således {\displaystyle |{\overline {AA_{b}}}|=|{\overline {AA_{c}}}|=s}
- Avståndet från ett hörn till tangerinspunkterna med den vidskrivna cirkeln till en av de till hörnet vidstående sidorna är lika med semiperimetern minus den andra till hörnet vidstående sidans längd.

För hörnet {\displaystyle A} således {\displaystyle |{\overline {AC_{b}}}|=|{\overline {AC_{c}}}|=s-b} och {\displaystyle |{\overline {AB_{b}}}|=|{\overline {AB_{c}}}|=s-c}
Cevianerna till den inskrivna cirkelns tangeringspunkter skär varandra i Gergonnepunkten ({\displaystyle G} i figur 1) medan cevianerna till de tre inre tangeringspunkterna till de vidskrivna cirklarna skär varandra i Nagelpunkten ({\displaystyle Na} i figur 1).

## Bevis
Bevisen bygger samtliga på att för två tangenter till samma cirkel som skär varandra är avståndet från tangeringspunkten till skärningspunkten detsamma.
Först visas att {\displaystyle |{\overline {AA_{b}}}|=|{\overline {AA_{c}}}|=s} ur semiperimeterns definition:
{\displaystyle 2\cdot s=a+b+c=|{\overline {CA_{a}}}|+|{\overline {BA_{a}}}|+b+c=|{\overline {CA_{b}}}|+|{\overline {BA_{c}}}|+b+c=|{\overline {AA_{b}}}|+|{\overline {AA_{c}}}|=2\cdot |{\overline {AA_{b}}}|\Rightarrow }
{\displaystyle \Rightarrow |{\overline {AA_{c}}}|=|{\overline {AA_{b}}}|=s}
På samma sätt visas att även {\displaystyle |{\overline {BB_{a}}}|=|{\overline {BB_{c}}}|=s} och {\displaystyle |{\overline {CC_{a}}}|=|{\overline {CC_{b}}}|=s} och hela den fjärde raden likheter är sedan visad.
Ur dessa likheter får man sedan enkelt de övriga avstånden från hörnen till tangeringspunkterna med de vidskrivna cirklarna. Från hörnet {\displaystyle A} är de övriga avstånden:
{\displaystyle |{\overline {AB_{b}}}|=|{\overline {AB_{c}}}|=|{\overline {BB_{c}}}|-c=s-c} och {\displaystyle |{\overline {AC_{c}}}|=|{\overline {AC_{b}}}|=|{\overline {CC_{b}}}|-b=s-b}
Och motsvarande gäller för hörnen {\displaystyle B} och {\displaystyle C}.
Betrakta nu avstånden från hörnen till den inskrivna cirkeln och utgå återigen från semiperimeterns definition:
{\displaystyle 2\cdot s=a+b+c=|{\overline {AI_{b}}}|+|{\overline {CI_{b}}}|+|{\overline {CI_{a}}}|+|{\overline {BI_{a}}}|+|{\overline {AI_{c}}}|+|{\overline {BI_{c}}}|=}
{\displaystyle =|{\overline {AI_{b}}}|+|{\overline {CI_{a}}}|+|{\overline {CI_{a}}}|+|{\overline {BI_{a}}}|+|{\overline {AI_{b}}}|+|{\overline {BI_{a}}}|=}
{\displaystyle =2\cdot |{\overline {AI_{b}}}|+2\cdot |{\overline {CI_{a}}}|+2\cdot |{\overline {BI_{a}}}|=}
{\displaystyle =2\cdot |{\overline {AI_{b}}}|+2\cdot a\Rightarrow |{\overline {AI_{b}}}|=|{\overline {AI_{c}}}|=s-a}
På samma sätt visas {\displaystyle |{\overline {BI_{a}}}|=|{\overline {BI_{c}}}|=s-b} och {\displaystyle |{\overline {CI_{a}}}|=|{\overline {CI_{b}}}|=s-c}.

## Tabell över avstånden från ett hörn till de olika tangeringspunkter som ligger på en (förlängd) triangelsida genom hörnet

Figur 2.
Sidan i figur 1 med hörnen och, mittpunkten samt tangeringspunkterna med de in-/vidskrivna cirklarna och avstånden från hörn och mittpunkt till tangeringspunkterna angivna. Notera symmetrin kring sidans mittpunkt.

Punkterna ordnade i den ordning de ligger på (de förlängda) sidorna. Notera symmetrin kring sidans mittpunkt (se även figur 2) och notera även att tangeringspunkten till den inskrivna cirkeln är "en tangeringspunkt i mängden" (även om den aldrig ligger i en "ändpunkt", men det gör å andra sidan inte Aa, Bb eller Cc heller − de är ju tangeringspunkter mellan hörnen på triangeln, liksom alla den inskrivna cirkelns tangeringspunkter är). Punkten Ms är sidans mittpunkt.
| Sida | Till \ Från | A                   | B                   | C                   | Ms                        |
| ---- | ----------- | ------------------- | ------------------- | ------------------- | ------------------------- |
| a    | Ca          | —                   | {\displaystyle s-a} | {\displaystyle s}   | {\displaystyle (c+b)/2}   |
| a    | Aa          | —                   | {\displaystyle s-c} | {\displaystyle s-b} | {\displaystyle \|c-b\|/2} |
| a    | Ia          | —                   | {\displaystyle s-b} | {\displaystyle s-c} | {\displaystyle \|c-b\|/2} |
| a    | Ba          | —                   | {\displaystyle s}   | {\displaystyle s-a} | {\displaystyle (c+b)/2}   |
| b    | Cb          | {\displaystyle s-b} | —                   | {\displaystyle s}   | {\displaystyle (c+a)/2}   |
| b    | Bb          | {\displaystyle s-c} | —                   | {\displaystyle s-a} | {\displaystyle \|c-a\|/2} |
| b    | Ib          | {\displaystyle s-a} | —                   | {\displaystyle s-c} | {\displaystyle \|c-a\|/2} |
| b    | Ab          | {\displaystyle s}   | —                   | {\displaystyle s-b} | {\displaystyle (c+a)/2}   |
| c    | Bc          | {\displaystyle s-c} | {\displaystyle s}   | —                   | {\displaystyle (b+a)/2}   |
| c    | Cc          | {\displaystyle s-b} | {\displaystyle s-a} | —                   | {\displaystyle \|b-a\|/2} |
| c    | Ic          | {\displaystyle s-a} | {\displaystyle s-b} | —                   | {\displaystyle \|b-a\|/2} |
| c    | Ac          | {\displaystyle s}   | {\displaystyle s-c} | —                   | {\displaystyle (b+a)/2}   |

Not: Anledningen till att absolutbelopp används i vissa uttryck i tabellen ovan är att det är avståndet (som är större eller lika med noll) som anges, och det inte är på förhand givet vilket av de båda värdena som är störst. För summan av två positiva värden är detta betydelselöst, men inte för skillnaden mellan dem.